# هونغمنغوان
هونغمنغوان (بالهانغل: 홍문관، وبالهانجا: 弘文館، ويعني: مكتب المستشارين الخاص) هو واحد من مكاتب جوسون الثلاثة. يختص المكتب بالاستشارات ومن مهامه متابعة الملفات الحكومية والإجراءات القانونية والإدارية.